# 砂押川プロムナード
砂押川プロムナード（すなおしがわプロムナード）は、神奈川県鎌倉市の大船地域を流れる砂押川沿いに造られた遊歩道（プロムナード）である。

## 概要
鎌倉市や民間などが主体となって砂押川の横の道路の整備を行っている。プロムナードの下流部分は整備が終わり、上流部分はまだ未整備になっている。砂押川プロムナードの下流部分は、一般車両の通行は禁止されているが、人と自転車は行き来できる散歩道となっている。散歩道には複数の桜が植えられており、ソメイヨシノのほかカンヒザクラ、カワヅザクラ、タマナワザクラなどを見ることができる。

## 歴史
- 1995年に砂押川沿いの民間企業、芝浦メカトロニクスと協力してプロムナード整備を開始。80mを整備[1]。
- 1996年にマンションの工事に伴い、すでに存在していた人と自転車が通る道をプロムナードとして100m整備[1]。
- 1999年2月に「砂押川プロムナード検討部会」を設置[1]。
- 2003年4月に鎌倉女子大学大船キャンパスの開設に合わせて、150mを整備[1]。
- 2003年度に松竹株式会社の協力を得て、イトーヨーカ堂敷地側沿いで120mが整備。イトーヨーカ堂敷地東側の公園の整備も行われ、通り抜けが出来るようになる[1]。

## 公園
- 岩瀬こい公園

## 最寄り駅
- 大船駅